# كلية كندا العليا
كلية كندا العليا (بالإنجليزية: Upper Canada College) هي مدرسة نهارية وداخلية مستقلة للبنين في تورونتو، أونتاريو، تعمل في إطار برنامج البكالوريا الدولية. توصف الكلية على نطاق واسع بأنها المدرسة الإعدادية المرموقة في كندا، وقد أخرجت العديد من الخريجين البارزين.

## وصلات خارجية
- الموقع الرسمي
- Toronto Public Library: Catalogue for Upper Canada College
- Toronto Plaques: Upper Canada College نسخة محفوظة 18 أكتوبر 2015 على موقع واي باك مشين.
- The Queen's Own Rifles of Canada Regimental Museum and Archives: 1930s inspection of the UCC Cadet Corps (video)